# Juan Ismael
Ismael Ernesto González Mora, connu artistiquement sous le nom de Juan Ismael (La Oliva, 1907 - Las Palmas de Gran Canaria, 1982) est un peintre et poète espagnol, le principal représentant, avec Óscar Domínguez, du surréalisme canarien.

## Biographie
Ismael ErnestoGonzález Mora naît à La Oliva le 19 septembre 1907.
Il étudie à l'École des Arts et Métiers de Santa Cruz de Tenerife et à l'École d'Art Luján Pérez (es) de Las Palmas. Son premier emploi a été dans un laboratoire photographique, où est également né son intérêt pour la photographie. Intéressé par l'art dès son plus jeune âge, il évolue dans le cercle de la revue Gaceta de Arte (es) et se lie d'amitié avec les poètes Pedro García Cabrera (es) et Emeterio Gutiérrez Albelo (es) ; ce dernier le présenté à Óscar Domínguez. En 1928, il réalise sa première exposition individuelle au Teatro Circo de Marte (es) de Santa Cruz de La Palma et, depuis 1930, il expose à plusieurs reprises au Círculo de Bellas Artes de Tenerife.
En 1929, il collabore comme illustrateur au journal Hespérides et, en 1930, il est cofondateur de la revue Cartones. La même année, il écrit un recueil de poèmes intitulé Amor verano amor.
En 1931, il reçoit une bourse du Conseil de l'Île pour étudier à Madrid, où il est l'élève de José Aguiar (es) et Hipólito Hidalgo de Caviedes (es). En 1933, il expose à l'Athénée de Madrid. Au cours de ces années, il se concentre avant tout sur le paysage, notamment sur la côte sud de Tenerife. En 1936, il participe à l'Exposition Logicophobe (es)  organisée par le groupe ADLAN (ca) à Barcelone. Au cours de ces années, il apprend également la céramique à l'École de céramique de Ségovie, un métier qui lui permet de travailler comme professeur à l' École de Céramique de Madrid (es), après la guerre civile. Pendant la guerre, il vit quelque temps à Salamanque et à Bilbao. De retour à Madrid, il travaille comme scénographe pour le Teatro Español Universitario (es).
Au cours des années 1930, il évolue dans un surréalisme qui oscille entre une figuration de formes minéralisées et biomorphiques, avec une certaine influence de Maruja Mallo (Amor hasta los huesos, 1935, localisation inconnue), et une figuration plus onirique, influencée par Salvador Dalí et Óscar Domínguez, bien que sous des formes plus simplifiées et avec des références littéraires claires (Los habitantes del jardín, 1935, collection privée).
En 1941, il participe à une exposition de peintures surréalistes à la galerie Delclaux de Bilbao, qui n'aura pas beaucoup de succès. En 1943, il participe à l'Exposition des Artistes de la Province de Tenerife organisée par le Musée d'Art Moderne. Peu de temps après, il est dénoncé anonymement pour franc-maçonnerie et condamné à deux ans de prison, peine commuée en exil aux îles Canaries. De retour à Madrid, il entretient des contacts avec le postisme et se lie d'amitié avec le poète Carlos Edmundo de Ory. De retour aux îles Canaries, il s'installe à Santa Cruz de Tenerife, où il fonde en 1947 avec José Julio Rodríguez le groupe Pintores Canarios Independientes, qui jouit de peu de visibilité.
Toujours actif en poésie, il cofonde en 1944 la revue de poésie Mensaje et, en 1946, il publie le recueil de poèmes El aire que me ciñe. En 1949, il est nommé directeur de la Galerie Wiot à Las Palmas. Cette année-là, il épouse la violoniste Nieves Encarnación González Súñer (Nieves Gas). Dans les années 1950, il collabore comme critique dans plusieurs journaux sous le pseudonyme de Pablo Barquín.
En 1951, il rejoint le groupe LADAC (Los Arqueros del Arte Contemporáneo), avec Manolo Millares, Felo Monzón (es), Plácido Fleitas (es), José Julio Rodríguez, Elvireta Escobio et Alberto Manrique (es), un groupe d'artistes qui, tout en rappelant le surréalisme, cherchaient un nouveau départ dans l'avant-garde de leur temps. Entre 1956 et 1959, il vit à Barcelone, où il crée une entreprise de décoration, qui fait faillite. En 1959, il se rend au Venezuela, où il réside jusqu'en 1966. Là, il travaille comme illustrateur pour une agence de publicité et comme dessinateur dans un studio d'architecture. À son retour, il vécut un certain temps à Madrid, jusqu'à son retour à Las Palmas en 1968. Il travaille ensuite comme professeur de dessin aux lycées d'Agüimes et Tafira, ainsi qu'à l'école Luján Pérez.
Son œuvre se développe depuis les années 1940 dans la continuité de son étape précédente, avec des paysages et des figures oniriques et une forte présence de vide et de silence, même si au fil du temps il s'intéresse davantage aux valeurs picturales et au chromatisme, notamment pour la luminosité, une lumière contrastée qui rappelle le travail de Jorge Oramas (es). Il s'intéresse également au photomontage, à la manière de Max Ernst et Nicolás de Lekuona (es). Depuis les années 1960, il s'inscrit davantage dans l'abstraction, avec des motifs végétaux et une certaine tendance indigène. Après cette étape, il revient au surréalisme, toujours sous influence dalinienne, ainsi qu'Yves Tanguy, avec des espaces indéfinis aux surfaces de pierre et à l'aspect nacré, avec des figures isolées à l'air fantastique.
En 1970, il participe à l'Exposición Conmemorativa de ADLAN 1932-1936 à Barcelone. Cette année-là, il obtient la Première Médaille à la XIVe Biennale Régionale des Beaux-Arts organisée par le Cabinet Littéraire de Las Palmas de Gran Canaria. En 1974, il réalise l'exposition Juan Ismael. Pinturas dans la salle Tahor à Las Palmas de Gran Canaria. L'année suivante, il participe à l'exposition collective Surrealismo en España à la Galerie Multitud de Madrid.
En 1977, il publie Chalet de O'Gorman, un avant-goût de ce qui sera une compilation de son œuvre poétique qui ne verra le jour qu'après sa mort, intitulée Dado de lado (1992).
Juan Ismael meurt le 24 août 1982 à Las Palmas de Gran Canaria. Un Centre d'Art Juan Ismael a été créé en sa mémoire à Puerto del Rosario.